# Darlan Romani
Darlan Romani (Concórdia, 9 aprile 1991) è un pesista brasiliano, campione mondiale indoor a Belgrado 2022.

## Biografia
Il 30 giugno 2019 ottiene la vittoria al Prefontaine Classic, settima tappa della Diamond League 2019, con la misura di 22,61 m, decima prestazione all-time della specialità del getto del peso.

## Palmarès
| Anno | Manifestazione           | Sede           | Evento         | Risultato | Prestazione | Note                                        |
| ---- | ------------------------ | -------------- | -------------- | --------- | ----------- | ------------------------------------------- |
| 2010 | Mondiali U20             | Moncton        | Getto del peso | 7º        | 18,58 m     |                                             |
| 2013 | Campionati sudamericani  | Cartagena      | Getto del peso | Argento   | 19,64 m     |                                             |
| 2014 | Giochi sudamericani      | Santiago       | Getto del peso | Argento   | 19,96 m     | Miglior prestazione personale stagionale    |
| 2015 | Campionati sudamericani  | Lima           | Getto del peso | Argento   | 20,32 m     |                                             |
| 2015 | Giochi panamericani      | Toronto        | Getto del peso | 6º        | 19,74 m     |                                             |
| 2015 | Mondiali                 | Pechino        | Getto del peso | 15º (q)   | 19,86 m     |                                             |
| 2015 | Giochi mondiali militari | Mungyeong      | Getto del peso | Oro       | 20,08 m     |                                             |
| 2016 | Mondiali indoor          | Portland       | Getto del peso | 18º       | 18,50 m     | Record nazionale                            |
| 2016 | Giochi olimpici          | Rio de Janeiro | Getto del peso | 5º        | 21,02 m     | Record nazionale                            |
| 2017 | Campionati sudamericani  | Luque          | Getto del peso | Oro       | 21,02 m     | Record dei campionati                       |
| 2017 | Mondiali                 | Londra         | Getto del peso | 15º (q)   | 20,21 m     |                                             |
| 2018 | Mondiali indoor          | Birmingham     | Getto del peso | 4º        | 21,37 m     | Record sudamericano                         |
| 2018 | Giochi sudamericani      | Cochabamba     | Getto del peso | Oro       | 21,21 m     | Record dei Giochi                           |
| 2019 | Campionati sudamericani  | Lima           | Getto del peso | Oro       | 21,00 m     |                                             |
| 2019 | Giochi panamericani      | Lima           | Getto del peso | Oro       | 22,07 m     | Record dei Giochi                           |
| 2019 | Mondiali                 | Doha           | Getto del peso | 4º        | 22,53 m     |                                             |
| 2019 | Giochi mondiali militari | Wuhan          | Getto del peso | Oro       | 22,36 m     |                                             |
| 2021 | Giochi olimpici          | Tokyo          | Getto del peso | 4º        | 21,88 m     | Miglior prestazione personale stagionale    |
| 2022 | Mondiali indoor          | Belgrado       | Getto del peso | Oro       | 22,53 m     | Record sudamericano · Record dei campionati |
| 2022 | Mondiali                 | Eugene         | Getto del peso | 5º        | 21,92 m     |                                             |
| 2023 | Mondiali                 | Budapest       | Getto del peso | 8º        | 21,41 m     |                                             |
| 2023 | Giochi panamericani      | Santiago       | Getto del peso | Oro       | 21,36 m     |                                             |
| 2024 | Mondiali indoor          | Glasgow        | Getto del peso | 7º        | 21,11 m     | Miglior prestazione personale stagionale    |

## Altre competizioni internazionali
2018
- Oro in Coppa continentale ( Ostrava), getto del peso - 21,89 m